# Rotundabaloghia
Rotundabaloghia – rodzaj roztoczy z kohorty żukowców i rodziny Rotundabaloghiidae.
Rodzaj ten został opisany w 1975 roku przez Wernera Hirschmanna. Gatunkiem typowym wyznaczono Rotundabaloghia baloghi.
Roztocze te odznaczają się wyjątkową ornamentacją tarczki grzbietowej złożoną z małych jamek lub dołków. Wzór ten może być jednak nieobecny.
Należą tu gatunki:
- Rotundabaloghia africaguttaseta Hirschmann, 1984
- Rotundabaloghia africana Hirschmann, 1992
- Rotundabaloghia altoensis Hirschmann, 1992
- Rotundabaloghia amazonasae Hirschmann, 1992
- Rotundabaloghia aokii Hiramatsu, 1979
- Rotundabaloghia angulogynella Hirschmann, 1975
- Rotundabaloghia angustigynella Hirschmann, 1975
- Rotundabaloghia auriculata Hirschmann, 1992
- Rotundabaloghia australibaloghia Hiramatsu et Hirschmann, 1978
- Rotundabaloghia australis Hirschmann, 1992
- Rotundabaloghia baczaensis Hirschmann, 1992
- Rotundabaloghia baloghi Hirschmann, 1975
- Rotundabaloghia baloghioides Hirschmann, 1975
- Rotundabaloghia baloghisimilis Hirschmann, 1975
- Rotundabaloghia belemensis Hirschmann, 1992
- Rotundabaloghia boliviensis Hirschmann, 1992
- Rotundabaloghia bosqueensis Hirschmann, 1992
- Rotundabaloghia brasiliensis Kontschán, 2009
- Rotundabaloghia bueaensis Hirschmann, 1992
- Rotundabaloghia cajamarcae Hirschmann, 1992
- Rotundabaloghia camerunis Hirschmann, 1984
- Rotundabaloghia campanellae Hirschmann, 1992
- Rotundabaloghia campanellasimilis Hirschmann, 1992
- Rotundabaloghia chingazaensis Hirschmann, 1992
- Rotundabaloghia chisacaensis Hirschmann, 1992
- Rotundabaloghia congoensis Hirschmann, 1992
- Rotundabaloghia coroicoensis Hirschmann, 1981
- Rotundabaloghia cuyi Hiramatsu et Hirschmann, 1992
- Rotundabaloghia daelei Hirschmann, 1984
- Rotundabaloghia diclavata Hirschmann, 1992
- Rotundabaloghia dodomae Hirschmann, 1992
- Rotundabaloghia duodecimsetae Hirschmann, 1992
- Rotundabaloghia duodecimtricha Hirschmann, 1992
- Rotundabaloghia duodecimventralis Hirschmann, 1992
- Rotundabaloghia ecuadorensis Hirschmann, 1992
- Rotundabaloghia endroedyi Hirschmann, 1992
- Rotundabaloghia fincae Hirschmann, 1992
- Rotundabaloghia flava Hirschmann, 1992
- Rotundabaloghia foraminosa Hiramatsu, 1983
- Rotundabaloghia forcipata Hirschmann, 1992
- Rotundabaloghia garciai Hiramatsu et Hirschmann, 1992
- Rotundabaloghia ghanaensis Hirschmann, 1992
- Rotundabaloghia gigantea Kontschán, 2009
- Rotundabaloghia guatemalae Hirschmann, 1992
- Rotundabaloghia guerreroensis Hirschmann, 1992
- Rotundabaloghia guttaseta (Hirschmann et Zirngiebl-Nicol, 1972)
- Rotundabaloghia haradai Hiramatsu, 1983
- Rotundabaloghia haradaisimilis Hiramatsu et Hirschmann, 1992
- Rotundabaloghia heterochaeta Hutu, 1978
- Rotundabaloghia heterospinosa Hirschmann, 1975
- Rotundabaloghia hexaspinosa Hirschmann, 1992
- Rotundabaloghia hexaunguiseta Hirschmann, 1992
- Rotundabaloghia hirschmanni Hiramatsu, 1977
- Rotundabaloghia huallagae Hirschmann, 1992
- Rotundabaloghia huilae Hirschmann, 1992
- Rotundabaloghia humicola Hirschmann, 1992
- Rotundabaloghia incisa Hirschmann, 1992
- Rotundabaloghia incisasimilis Hirschmann, 1992
- Rotundabaloghia iquitosensis Hirschmann, 1992
- Rotundabaloghia iquitosensoides Hirschmann, 1992
- Rotundabaloghia kaszabi Hirschmann, 1975
- Rotundabaloghia kaszabisimilis Hirschmann, 1975
- Rotundabaloghia kimbozae Hirschmann, 1992
- Rotundabaloghia kintampoensis Hirschmann, 1992
- Rotundabaloghia lamellosa Hirschmann, 1992
- Rotundabaloghia latibaloghia Hirschmann, 1975
- Rotundabaloghia latigynella Hirschmann, 1975
- Rotundabaloghia leteciae Hirschmann, 1992
- Rotundabaloghia leteciasimilis Hirschmann, 1992
- Rotundabaloghia levigata Hiramatsu, 1983
- Rotundabaloghia limae Hirschmann, 1992
- Rotundabaloghia lindqvisti Hirschmann, 1992
- Rotundabaloghia linguaeformis Hirschmann, 1992
- Rotundabaloghia lupangae Hirschmann, 1992
- Rotundabaloghia luzonensis Hiramatsu et Hirschmann, 1992
- Rotundabaloghia macroseta Hirschmann, 1975
- Rotundabaloghia maculosa Hirschmann, 1992
- Rotundabaloghia maculosoides Hirschmann, 1992
- Rotundabaloghia magna Hirschmann, 1992
- Rotundabaloghia magnafoveolata Hirschmann, 1992
- Rotundabaloghia magnioperculi Hirschmann, 1992
- Rotundabaloghia mahunkai Hirschmann, 1975
- Rotundabaloghia makilingensis Hiramatsu et Hirschmann, 1992
- Rotundabaloghia makilingoides Hirschmann 1992
- Rotundabaloghia manausensis Hirschmann, 1992
- Rotundabaloghia maranonensis Hirschmann, 1992
- Rotundabaloghia masoumbouensis Hirschmann, 1992
- Rotundabaloghia meruensis Hirschmann, 1992
- Rotundabaloghia monomacroseta Hirschmann, 1975
- Rotundabaloghia monserratensis Hirschmann, 1992
- Rotundabaloghia monterredondoensis Hirschmann, 1992
- Rotundabaloghia moyobambae Hirschmann, 1992
- Rotundabaloghia nguruensis Hirschmann, 1992
- Rotundabaloghia octospinosa Hirschmann, 1992
- Rotundabaloghia ovaligynella Hirschmann, 1992
- Rotundabaloghia pajonalis Hirschmann, 1992
- Rotundabaloghia perstructura Hirschmann, 1984
- Rotundabaloghia peruensis Hirschmann, 1992
- Rotundabaloghia picchuensis Hirschmann, 1992
- Rotundabaloghia pilosa Hirschmann, 1975
- Rotundabaloghia pituitosa Hirschmann, 1992
- Rotundabaloghia pocsi Hirschmann, 1992
- Rotundabaloghia polygonalis Hirschmann, 1992
- Rotundabaloghia portaligynella Hirschmann, 1975
- Rotundabaloghia pucallpae Hirschmann, 1992
- Rotundabaloghia portaligynella Hirschmann, 1975
- Rotundabaloghia pyrigynella Hirschmann, 1992
- Rotundabaloghia quitoensis Hirschmann, 1992
- Rotundabaloghia rarosi Hiramatsu et Hirschmann, 1992
- Rotundabaloghia resinae Hirschmann, 1992
- Rotundabaloghia reticulata Hiramatsu, 1983
- Rotundabaloghia rotunda (Hirschmann, 1973)
- Rotundabaloghia rwandae Hirschmann, 1984
- Rotundabaloghia sexspinosa Hirschmann, 1992
- Rotundabaloghia silvacola Hirschmann, 1992
- Rotundabaloghia soliformis Hirschmann, 1992
- Rotundabaloghia soliformoides Hirschmann, 1992
- Rotundabaloghia sturmi Hirschmann, 1984
- Rotundabaloghia taguae Hirschmann, 1992
- Rotundabaloghia tanzaniae Hirschmann, 1992
- Rotundabaloghia tenera Hiramatsu, 1983
- Rotundabaloghia tetraclavata Hirschmann, 1992
- Rotundabaloghia tetraunguiseta Hirschmann, 1992
- Rotundabaloghia traseri Kontschán, 2009
- Rotundabaloghia ucayali Hirschmann, 1992
- Rotundabaloghia ukoguruensis Hirschmann, 1992
- Rotundabaloghia uluguruensis Hirschmann, 1992
- Rotundabaloghia uncinata (Hirschmann et Zirngiebl-Nicol, 1962)
- Rotundabaloghia unguiseta (Hirschmann et Zirngiebl-Nicol, 1972)
- Rotundabaloghia venezuelae Hirschmann, 1992
- Rotundabaloghia vonalis Hirschmann, 1992
- Rotundabaloghia woelkei Hirschmann, 1981
- Rotundabaloghia zicsii Hirschmann, 1975